# Hendrik V van Montfoort
Hendrik Janszn de Rover van Montfoort, ook bekend als Hendrik van Abbenbroek (1512 – 1555), was de 11e burggraaf van Montfoort als regent voor de jonge Jan IV van Montfoort en heer van Abbenbroek en Velgerdijck.

## Levensloop
Hij was een zoon van Jan III van Montfoort en Charlotte van Brederode. Hendrik volgde zijn broer Joost van Montfoort in 1539 op als regent burggraaf van Montfoort. Op 13 oktober 1533 verkreeg Hendrik de heerlijkheid Abbenbroek van zijn broer Joost voor een broederdeling van 115 florijnse guldens, waarna Hendrik als de heer van Abbenbroek door het leven ging. De heerlijkheid Abbenbroek was een erfgoed van zijn moeder Charlotte van Brederode, die op haar zonen over ging. Als kind en in afwezigheid werd Hendrik bijgestaan door Gerard van Spaarnwoude als rentmeester over Abbenbroek. Hij wordt in 1541 genoemd als schout van Wijck (bij Duurstede). Hendrik was gehuwd met Anna van Glymes van Bergen (1525-1563). Samen kregen ze minstens een dochter. Het exemte kapel in de Onze Lieve Vrouwe kerk te 's-Gravenhage zou kort voor de dood van Hendrik van Abbenbroek hebben beloofd een jarenlange zielenmis te houden voor hem en zijn echtgenote Anna.